# 田端泰子
田端 泰子（たばた やすこ、1941年12月20日 - ）は、日本の歴史学者。文学博士（京都大学・論文博士・1989年）（学位論文「中世村落の構造と領主制」）。京都橘大学名誉教授、同学長。専門は日本中世史（中世後期の村落構造）・女性史。

## 経歴
兵庫県神戸市生まれ。1964年京都大学文学部卒業、同大学院博士課程中退、橘女子大学助教授、1980年教授、校名変更で1988年京都橘女子大学教授、1989年「中世村落の構造と領主制」で文学博士（京都大学）の学位を取得。2004年より学長、2005年校名変更で京都橘大学学長。2010年退任、名誉教授。

## 受賞等
- 2008年 - やましな栄誉賞
- 2021年 - 京都市文化功労者

## 著書
- 『中世村落の構造と領主制』法政大学出版局 1986
- 『日本中世の女性』吉川弘文館 1987 ISBN	9784642026529
- 『日本中世女性史論』塙書房 1994
- 『女人政治の中世 北条政子と日野富子』講談社現代新書 1996／吉川弘文館（読みなおす日本史） 2022　ISBN　9784642075121
- 『日本中世の社会と女性』吉川弘文館 1998　ISBN　9784642026734　オンデマンド版　2023　ISBN　9784642726733
- 『北条政子 幕府を背負った尼御台』人文書院 2003
- 『戦国の女たちを歩く』山と渓谷社 2004
- 『山内一豊と千代 戦国武士の家族像』岩波新書 2005
- 『乳母の力 歴史を支えた女たち』吉川弘文館（歴史文化ライブラリー）2005　ISBN　9784642055956、オンデマンド版　2019　ISBN　9784642755955
- 『高台院北政所おね 大坂の事は、ことの葉もなし』ミネルヴァ書房（ミネルヴァ日本評伝選）2007
- 『細川ガラシャ 散りぬべき時知りてこそ』ミネルヴァ書房・日本評伝選 2010
- 『日本中世の村落・女性・社会』吉川弘文館 2010　ISBN　9784642028950
- 『足利義政と日野富子 夫婦で担った室町将軍家』山川出版社 日本史リブレット 2011
- 『歴史のなかの女性の人権』世界人権問題研究センター 人権問題研究叢書 2012
- 『室町将軍の御台所　日野康子・重子・富子』吉川弘文館（歴史文化ライブラリー）2018　ISBN　9784642058742
- 『日野富子 政道の事、輔佐の力を合をこなひ給はん事』ミネルヴァ書房（ミネルヴァ日本評伝選）2021

## 共編著
- 洛東探訪 山科の歴史と文化 後藤靖共編 淡交社 1992.10
- 家と教育 井ヶ田良治、布川清司共編 早稲田大学出版部 1996（シリーズ比較家族）
- ジェンダーと女性 上野千鶴子、服藤早苗共編 早稲田大学出版部 1997.3（シリーズ比較家族）
- 女人、老人、子ども（日本の中世 4）細川涼一共著 中央公論新社 2002.6
- 天下人の時代 16～17世紀の京都 朝尾直弘共編 平凡社 2003.3
- 母と娘の歴史文化学 再生産される〈性〉河原和枝、野村幸一郎共編 白地社 2009.3（京都橘大学女性歴史文化研究所叢書）

## 参考
- [ISBN 978-4-634-54840-4]